# Социн, Фауст
Фауст Социн  или Фаусто Паоло Соццини (итал. Fausto Paolo Sozzini, лат. Faustus Socinus) (5 декабря 1539 — 4 марта 1604) — итальянский теолог, основатель антитринитарного движения социниан, получившего широкое распространение в Польше.

## Юность
Родом из аристократического рода города Сиена, потомок Пандольфо Петруччи (итал. Pandolfo Petrucci), сын Алессандро и Агнессы Социно, родной племянник Лелия Социна. Систематическое образования не получил, так что занимался преимущественно самообразованием в семейном имении. В 1556 году согласно воле его деда получил одну четверть семейных имений, что сделало его финансово независимым.
Его предназначали к юридической карьере, но эта область его не столь сильно интересовала, сколь поэзия. Однако благодаря своему дяде Лелию, которого он очень высоко ценил, Фауст заинтересовался богословскими науками.
Вместе со своими дядьями Сельсо и Камило в 1558 году заподозрен инквизицией в лютеранстве, что вынудило его бежать в 1561 году в Лион. В 1562 году побывал в Женеве, однако сведений о его общении с Кальвином нет. По получении известия о смерти Лелия, в 1562 году, Фауст немедленно отправился в Цюрих, чтобы забрать оставшиеся после него рукописи. Он считал себя чрезвычайно обязанным дяде в деле своего религиозного развития; но в настоящее время почти невозможно с точностью сказать, что именно из религиозной системы Фауста принадлежало Лелию. В 1562 же году вышло анонимно первое богословское сочинение Фауста.
В конце 1563 года вернулся в Италию и объявил о лояльности Католицизму. В течение 12 лет находился в услужении у Изабеллы Медичи, дочери Козимо Медичи. Впоследствии, однако говорил об этом времени как о бессмысленно потерянном.
В 1571 году со своей патронессой побывал в Риме. В 1575 году, после того, как Изабелла была задушена своим мужем, покинул Италию. В 1574 году Фауст внезапно оставил Флоренцию и отправился в Базель, чтобы там на свободе отдаться богословским занятиям.

## Церковная деятельность
По приглашению антитринитария Джорджо Бландрата, Социн отправился в 1578 г. в Трансильванию, чтобы вести борьбу с учением Франциска Давида, который проповедовал, что не следует поклоняться Иисусу Христу. 

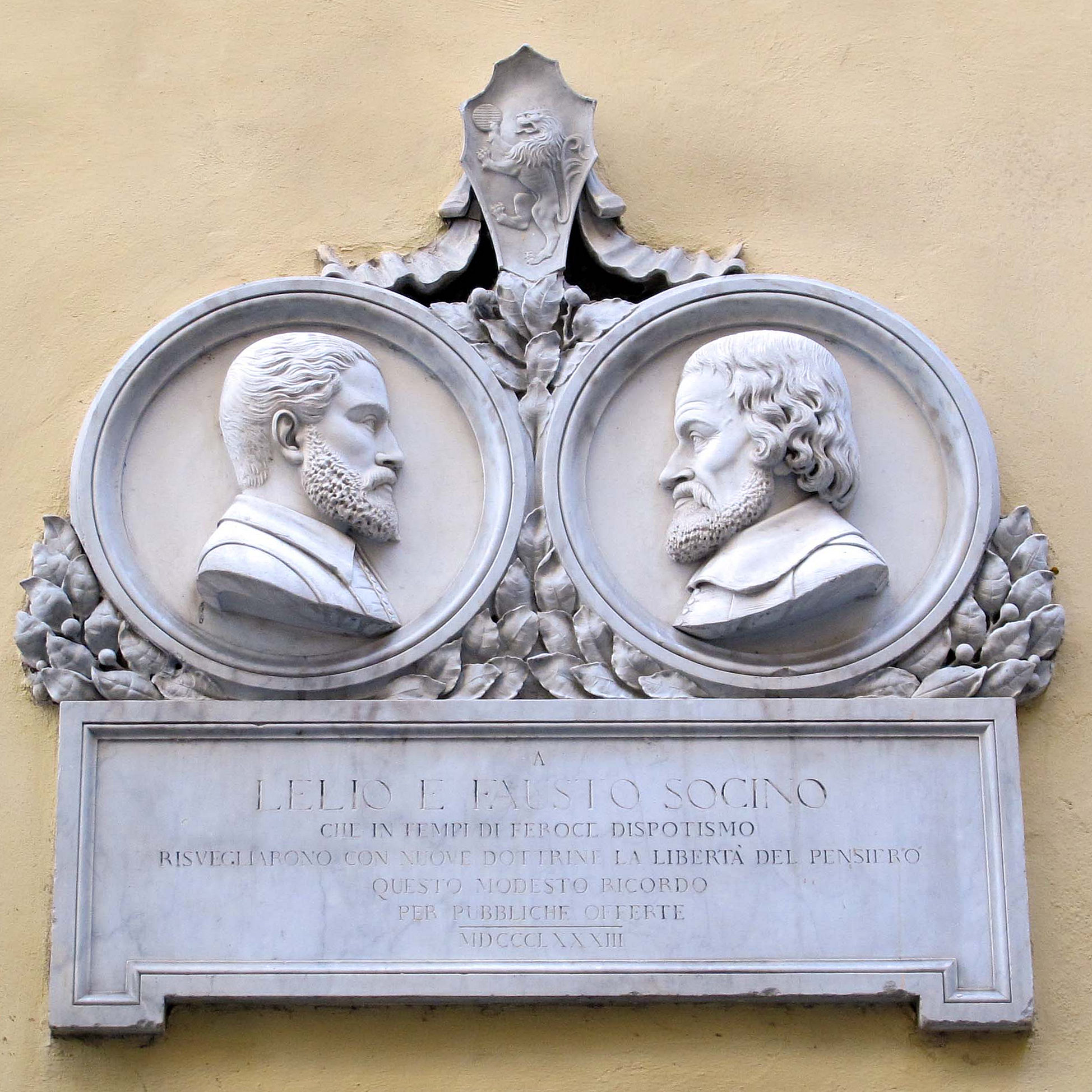
Лелио и Фауст Социны

Вскоре, однако, он покинул Трансильванию и в 1579 году явился в Польшу. Здешние антитринитарии, распадавшиеся в свою очередь на много разных толков, встретили его очень недружелюбно вследствие несогласия с его вероучением и не приняли в свою общину. Но это не испугало Социна: он поселился в Кракове и начал вести богословскую полемику в особенности с теми антитринитариями, которые склонялись к анабаптизму, а также и с теми, которые совершенно отрицали божество Иисуса Христа. В 1583 г. Социн был вынужден оставить Краков и поселился поблизости, в деревне Павликовице, принадлежавшей знатному шляхтичу Христофору Морштыну, на дочери Елизавете которого он потом женился. Это обстоятельство придало еще больше веса Социну в глазах польской шляхты. От этого брака имел дочь Агнессу, впоследствии вышедшую замуж за польского магната Станислова Вишоватого. Его внук — Анджей Вишоватый (1608—1678), философ, богослов-социанин, религиозный идеолог польских братьев, арианский проповедник, писатель-полемист, поэт.
В 1590 году инквизиция в Сиене конфисковала его имения. В 1594 году была сделана попытка покушения на Фауста Социна со стороны католических фанатиков. В 1598 году толпа в Кракове разрушила его дом, покалечила его людей, а самого Социна изгнала из города. В результате он был вынужден жить у своего последователя Авраама Блонского в Луклавицах, в 30 километрах от Кракова, где и скончался в 1604 году.
Неустанная пропаганда  своего учения в течение 20 лет увенчалась большим успехом. Ему удалось достигнуть того, что в начале XVII в. уже почти все польские антитринитарии примкнули к его учению. Многочисленные сочинения С. занимают первые два тома «Bibliotheca Fratrum Polonorum». Биография его, написанная Пржипковским, помещена там же.